# Rocca di Monfalcone
Die Rocca di Monfalcone ist eine Festung aus der Spätantike auf einem Hügel am Rande der Stadt Monfalcone in der italienischen Region Friaul-Julisch Venetien.

## Geschichte
Man nimmt an, dass die Festung auf Geheiß Theoderichs des Großen, des Königs der Ostgoten, um 490 als sichtbares Zeichen des Sieges über Odoaker, den König der Heruler, am Isonzo errichtet wurde. Aber bereits vorher war der Gipfel des Hügels, auf dem die Festung steht, von Menschen besiedelt. Die heute noch sichtbaren Reste der prähistorischen Burg zeugen davon. Laut ‚‘L’Asquini‘‘ soll der ursprüngliche Name der Festung „Verruca Montis Falconis“ (dt.: Gipfel des Falkenberges) gewesen sein. Im Jahre 967 fielen die Siedlung Monfalcone und die Festung als Schenkung des Kaisers Otto I. an das Patriarchat von Aquileia. Die Festung wurde 1289, während des Krieges zwischen der Republik Venedig und den Lehensnehmern der Grafschaft Görz und des Herzogtums Kärnten, erstmalig in einigen Dokumenten erwähnt. Sie fiel 1409 dank dem Grafen Heinrich von Ortenburg an die Grafschaft Görz.
Die Herrschaft der Görzer dauerte nicht lange: Sie endete 1420 mit der Eroberung des Gebietes Monfalcone durch die Venezianer. Befestigungsarbeiten an der Festung, die damals die vorher im Castello di Belforte stationierte Garnison aufgenommen hatte, wurden in mehreren Schritten 1431, 1436, 1457 und 1462 durchgeführt. Die Mauern wurden repariert und mit einer Brüstung versehen. Die Festung wurde mehrmals von den Türken angegriffen, aber nie erobert. Eines der wenigen Male, dass sie tatsächlich erobert wurde, war 1514, als Söldner der Liga von Cambrai die Garnisonsinfanteristen ermordeten, die zu ihrer Verteidigung abgestellt waren. 1525 gelangte die Rocca di Monfalcone zurück in die Hände der Venezianer (wie man auf einer behauenen Steintafel über dem Eingang zum Turm lesen kann). Auf Betreiben von Giovanni Diedo, dem Podestaten von Monfalcone, wurden bedeutende Arbeiten zur Anpassung der Festung an den Kampf mit Feuerwaffen durchgeführt, wobei sie von den Fundamenten ab umgebaut und in der Mitte ein Turm mit quadratischem Grundriss zur Lagerung von Schießpulver errichtet wurde.
Ende des 16. Jahrhunderts verlor die Festung ihre Verteidigungsfunktion (da die Fortezza di Palmanova errichtet wurde) und wurde zu einem Ausspähpunkt an der Ostgrenze der Republik. Die Plünderung der Stadt und der Festung selbst durch die Uskoken 1615 wurde dadurch allerdings nicht verhindert. Eine stabile Garnison der Venezianer blieb dort bis 1797, dem Jahr, in dem die Republik Venedig durch das Vorrücken der Truppen Napoleons fiel. Für sehr lange Zeit wurde die Festung aufgegeben und musste im Ersten Weltkrieg Angriffe über sich ergehen lassen. In den Jahren 1950–1955 ließ die Soprintendenza ai Monumenti sie restaurieren und ab 1968 gelangte sie unter die Obhut der Gruppo Speleologico Monfalconese „Amici del Fante“, die zwei Jahre später das paläontologische Museum einweihten, das später in die Stadtmitte umzog und durch das heutige speläologische Museum ersetzt wurde.

## Das Museum
Das Museum in der Rocca di Monfalcone ist die Krönung der Untersuchungen und Studien, die die „Gruppo Speleologico Monfalconese A.d.F.“ im Laufe der Jahre auf speläologischem, paläontologischem und historischem Gebiet durchgeführt hat. Die speläologische Dauerausstellung ist auf der Spitze des Hügels der Festung untergebracht. Die Direktion und die Labore des Museums liegen dagegen in der Stadt, in der Via Valentis 134.
Die „Gruppo Speleologico Monfalconese A.d.F.“, die 1948 gegründet wurde, hat sich hauptsächlich mit unterirdischen Hohlräumen beschäftigt. In den ersten Jahren barg sie Leichen von Soldaten und Zivilisten, die in die „Foiben“ geworfen worden waren, später studierte sie natürliche Hohlräume, zu denen in Friaul-Julisch Venetien über 7000 Höhlen zählen. Dies hat die Einrichtung des Museums begünstigt, das sich als didaktischer Führer zur Kenntnis der Fälle und Phänomene empfiehlt, die der Karst, ein kennzeichnender Aspekt der Region Julisch Venetien, hervorbrachte. Die „Gruppo Speleologico Monfalconese A.d.F.“ beteiligt sich auch mit Aktivitäten an ihrem Sitz und geführten Besuchen in den charakteristischsten Gegenden an einer intensiven Verbreitung des Wissens darüber in den Schulen.